# (269) Юстиция
(269) Юстиция (лат. Justitia) — типичный астероид главного пояса, который был открыт 21 сентября 1887 года австрийским астрономом Иоганном Пализой в венской обсерватории и назван в честь Юстиции, древнеримского божества, аналога греческой богини Фемиды.

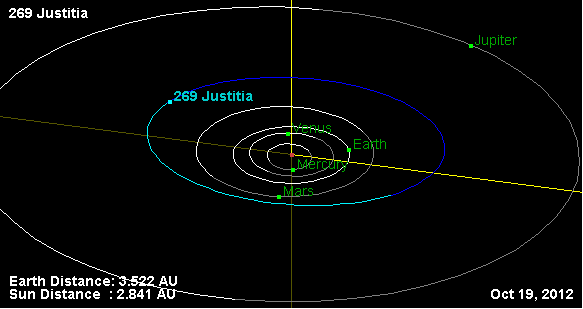
Орбита астероида Юстиция и его положение в Солнечной системе

Осенью 2021 года Объединенные Арабские Эмираты объявили, что планируется запустить, в сотрудничестве с Колорадским университетом, специальный зонд и достичь пояса астероидов, чтобы изучить семь из них (космический аппарат пролетит мимо шести из них, а седьмой ((269) Юстиция) изучит детально: его состав поверхности, геологию и гравитационное поле). Согласно планам — запуск программы в 2028 году, первый полет должен состояться в 2030 году; в 2030–2034 гг. он встретит шесть астероидов и в апреле 2034 встретит 269 Юстицию.